# Аппарат высокочастотной струйной искусственной вентиляции лёгких

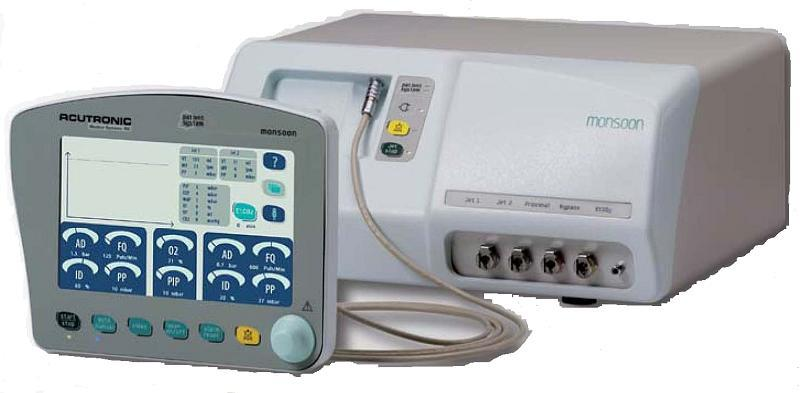
Аппарат высокочастотной струйной искусственной вентиляции легких, двух-поточный

Аппарат высокочастотной струйной искусственной вентиляции легких — представляет собой аппаратный комплекс обеспечивающий искусственное дыхание больного с частотой в 4 и более раз превышающую нормальную частоту дыхательных движений. Преимущество такого типа искусственной в вентиляции легких является то, что для поддержания нормальных показателей крови требуется 1-3 мл дыхательной смеси на килограмм массы тела, в отличие от 7-10 мл на килограмм при классической методике. Особенностью высокочастотной струйной вентиляции так же является высокая скорость воздушного потока поступающего в легкие, что позволяет обеспечить увлажнение вдыхаемой газовой смеси, без повреждения цилиарного эпителия и образования мокроты.
Подобные аппараты широко применяются в ЛОР хирургии, торакальной хирургии, кардиохирургии, и во множестве других ситуаций, когда существует риск травмы легочной ткани больного. Аппараты имеют встроенную систему обогрева газовой смеси и встроенный роликовый увлажнитель (установка 0-100 % увлажнения
без потери в дыхательном контуре).
При высокочастотной струйной вентиляции легких эффект достигается заданной частотой пульсаций (до 300 и до 1200 дыхательных циклов в минуту для достижения разных целей) тонкой струи газовой смеси при установленном давлении, при этом потери мощности потока в контуре не должно быть. Пациент должен получать поток должного давления, заданной влажности и температуры.
Выдох осуществляется пассивно при негерметичном контуре, при этом газовая смесь динамично перемещается наружу непосредственно возле стенки бронха, оказывая мощный дренажный эффект и увлекая содержимое бронхов наружу.
Требуемые режимы вентиляции:
- PEEP — положительный экспираторный.
- CPAP — постоянное положительное давление в дыхательных путях при самостоятельном дыхании.
- Подогрев и увлажнение газовой смеси.
- Контроль объёма поставляемого газа.
- Обводной поток для небулайзера

Современные способы ведения пациентов с использованием длительной сочетанной или собственно высокочастотной струйной вентиляции способны существенно улучшить вентиляционно-перфузионные показатели и обеспечить эффективную элиминацию СО2 из тканей организма.